# Кертис, Джон Бэкон
Джон Бекон Кертис (10 октября 1827, Хампден, Пенобскот, Мэн, США — 13 июня 1897, Портленд, Мэн, США) — американский предприниматель, известный своим изобретением — прототипом современной жевательной резинки.

## Биография
Родился в небольшом провинциальном городке. Посещал начальную школу, однако не окончил ее и работал на свою семью, чтобы заработать себе на дальнейшую жизнь. Сначала получал пять долларов, впоследствии сумма выросла до шести на месяц, а потом поднялась до двадцати четырех. Кроме того, Кертис ещё убирал подлесок и прокладывал дороги через лес.
Первым прототипом современной жевательной резинки стала так называемая «Сосновая резинка», сделанная из ингредиентов, которые можно было достать только из хвойных деревьев. Именно поэтому в 1848 году семья Кертиса переехала в город Бангор, где было вдоволь таких деревьев. Впоследствии было изготовлено первую партию. На этикетке было указано: «Штат Мэн. Чистая еловая резинка».
Впоследствии было изготовлено достаточное количество резинки и Кертис отправился в Портленд, чтобы начать первую коммерческую продажу такого продукта. Продажи шли плохо, покупателей было мало, поскольку некоторые вредные примеси было трудно отделить от продукта. Поэтому в 1850 году он решил стать коммивояжером. Первый год он путешествовал по Новой Англией и заработал шесть тысяч долларов.
Предприятие Кертиса работало следующим образом: отец занимался непосредственным изготовлением жевательной резинки, а Джон отвечал за продажи. Постепенно предприятие росло и скоро маленького городка им стало мало, поэтому было решено перебраться в Портленд. Предприятие удавалось из-за рискованных шагов, как скажем, закуп десяти тонн материала. Через некоторое время предприятие «Кертис и сын» арендовало завод площадью 44 метра и три рабочих этажа. На предприятии работало двести рабочих, которые упаковывали восемнадцать сотен коробок жевательной резинки в день. Кертис сам изобрёл большую часть машин, которые использовались в процессе изготовления. Стоит добавить, что Джон Кертис никогда не получал патент на своё изделие, поскольку формулой успеха его предприятия был секретный рецепт изготовления еловой резинки.
Некоторые из изделий Кертиса имели названия вроде «Американский флаг», «Ель янки», «Белая гора», «Сладкая Лулу», «Четыре в руки», или «Самый лучший».